# Pro Evolution Soccer 2011 3D
Pro Evolution Soccer 2011 3D (Winning Eleven 3D Soccer en Japón) es un videojuego de fútbol de asociación lanzado como título de lanzamiento para Nintendo 3DS, desarrollado y publicado por Konami. Es un relanzamiento de Pro Evolution Soccer 2011, pero en 3D y en lugar de que la cámara esté en vista de transmisión, la cámara está detrás del jugador seleccionado actualmente.

## Características
PES anunció en su sitio web numerosas funciones exclusivas para la versión 3DS del juego. Total Control es una de las adiciones más publicitadas al juego, mejora la proporción de pases y ofrece buenos niveles de control en cada jugada. Esto permite a los usuarios pasar el balón al espacio y mover su juego con total libertad. Los jugadores tienen que hacer sus pases y lanzar a sus compañeros de equipo. Además de la función de control, se muestra un "Indicador de disparo y resistencia" genérico con el juego, que brinda detalles de disparo y resistencia. Correr constantemente afectará los movimientos del jugador y tendrá un efecto adverso en sus estadísticas, con pases que saldrán mal y pérdida de ritmo.
Se agregaron características de defensa, incluida la "Nueva IA del defensor", lo que hace que los defensores mantengan sus posiciones de forma natural y ya no persigan las pelotas que ingresan a su área y los obliguen a cometer un error. "Porteros mejorados" fue la segunda parte de las características de defensa, agregando a los jugadores más control sobre sus porteros para más atajadas y precisión.
"Animación y física del jugador" agrega jugadores que se mueven con movimientos y aceleración más naturales. También se mejora el aspecto físico de los jugadores. El movimiento excesivo ahora se ve mucho mejor, mientras que hay una mayor variedad de estilos de placaje convincentes. La animación realista también se suma a la atmósfera, ya que los jugadores se mueven mejor. Una nueva "Velocidad de juego" lo convierte en un ritmo más considerado. El juego se acelera en los momentos vitales, y es más difícil hacer carreras desde el centro del campo, y el buen juego dependerá de los pases para abrir espacio.
Una característica similar de "Estética" mejora la animación facial. Se han modificado aspectos del movimiento de los jugadores con más jugadas e interacción. La forma en que los jugadores aceleran y reducen la velocidad también es más natural, mientras que las repeticiones muestran elementos de movimiento perturbado. Un nuevo editor de estadios conocido como "Editor de estadios" permite a los jugadores crear estadios. Pueden editar los stands seleccionando estructuras construidas preestablecidas, colores, tableros, arquitectura y techos de los stands, ya sea el terreno. Los usuarios ahora pueden elegir la configuración del estadio. El usuario tiene la opción de especificar un diseño de fondo, con una variedad de fondos tanto urbanos como rurales.
"Táctica y estrategia" permite a los jugadores marcar su estilo de juego en cada juego. Se ha implementado un nuevo mecanismo de "arrastrar y soltar" que se puede utilizar en todos los aspectos de la gestión del equipo, no solo en sustituciones o cambios de formación. Estos escenarios también están animados para una mejor comprensión de las jugadas que han sido alteradas.
Muchas otras características nuevas incluyen "Configuración de fintas", que ofrece muchas habilidades y giros y permite a los usuarios usar movimientos con el joystick derecho, haciéndolos muy accesibles. Una nueva "Liga Master en línea" ofrece conexión en línea con jugadores de todo el mundo.
A diferencia de las versiones de consola, esta versión de Pro Evolution Soccer 2011 no incluye la Copa Santander Libertadores.

## Recepción
El juego tuvo una recepción promedio en el momento del lanzamiento, ya que GameRankings le otorgó una puntuación de 73,92%, mientras que Metacritic le otorgó 73 sobre 100.